# Ulrich Sommerlatte
Ulrich Sommerlatte (* 21. Oktober 1914 in Berlin; † 11. November 2002 in Tegernsee) war ein deutscher Komponist, Arrangeur und Dirigent.

## Biografie
Ulrich Sommerlatte wuchs im Berliner Stadtteil Wilmersdorf auf. Nach seinem Abitur 1933 begann er auf Wunsch seines Vaters mit dem Medizinstudium. Doch bereits nach zwei Semestern brach er wieder ab. Er immatrikuliert sich an der Hochschule für Musik in Berlin und begann Dirigieren, Komposition und Klarinette zu studieren. Musikalisch vorgeprägt war er bereits seit seiner Jugend, als er Violine und Klavier mit seinen Eltern spielte. Bereits im Alter von 22 Jahren wurde Sommerlatte im Jahr 1936 Kapellmeister des niedersächsischen Landesorchesters und Leiter der Madrigalvereinigung Hannover. Nach einem Jahr und über 250 Einsätzen als Dirigent in Bad Pyrmont wurde er 1937 auf Grund der Kriegsvorbereitungen nach Hameln zur Wehrmacht eingezogen. Er spielte Klarinette beim Musikkorps Nr. 74, wobei er es bis zum Korpsführer brachte, und wurde 1939 zur Ostfront versetzt. Während einer halbjährigen Freistellung konnte er 1942 sein Examen in der Meisterklasse Wilhelm Furtwänglers nachholen. Das Kriegsende erlebte er anschließend in englischer Gefangenschaft.
Während er im Lager einsaß, gründete er ein Lagerorchester, wodurch er nicht nur Zugang zu Notenblättern amerikanischer Bigbands erhielt, sondern sich auch einen Ruf bei den Amerikanern erarbeiten konnte, der dazu führte, dass er nach der Gefangenschaft weiterhin Beschäftigung als Musiker fand. So arrangierte er bald für das Tanzorchester Friedrich Hohmann vom SWF und das Orchester Harry Hermann vom NWDR. Neben Instrumentierungen für Filmkomponisten wie Werner Bochmann, Franz Grothe, Peter Igelhoff, Gerhard Winkler und Ralph Maria Siegel begann er ab Mitte der 1950er Jahre selbst mit dem Komponieren von Filmmusik. Bis Anfang der 1960er Jahre komponierte und arrangierte Sommerlatte regelmäßig. Erst ein Herzinfarkt zwang ihn 1963, mit dem Arrangieren aufzuhören.
Stattdessen widmete er sich verstärkt dem Komponieren und gründete dazu seinen eigenen Musikverlag in seiner bayrischen Wahlheimat Schliersee, wo er seit 1949 lebte. Außerdem setzte er sich für die weitere Emanzipation der U-Musik ein und begann ab Ende der 1970er Jahre mit dem Experimentieren von elektronischer Musik und progressivem Rock. Ab 1991 zog er sich verstärkt von der Musik zurück. So beendete er seine seit 1972 andauernde Tätigkeit im Rundfunkrat Bayern und verkaufte seinen Verlag. Außerdem war er über 50 Jahre bei der GEMA engagiert, darunter auch als Aufsichtsrat.
Am 11. November 2002 verstarb Sommerlatte im Alter von 88 Jahren im Kreise seiner Familie. Bereits seit 1981 hatte er in Tegernsee bei seiner Tochter gelebt.

## Filmografie (Auswahl)
- 1950: Die Nacht ohne Sünde
- 1954: Schule für Eheglück
- 1957: Rot ist die Liebe
- 1957: Rübezahl – Herr der Berge
- 1957: Vater, unser bestes Stück
- 1958: Die Sklavenkarawane
- 1959: Der Löwe von Babylon
- 1959: Laß mich am Sonntag nicht allein
- 1960: Der Traum des Mr. Borton